# Цорн, Макс Август
Макс А́вгуст Цорн (нем. Max August Zorn, 6 июня 1906, Крефельд — 9 марта 1993, Блумингтон) — американский математик немецкого происхождения. Кроме леммы Цорна (1935), часто используемого инструмента теории множеств, Цорн известен рядом работ в области алгебры (преимущественно теории групп), численного анализа и др.

## Биография
Родился в Крефельде. Учился в Гамбургском университете, где в 1930 году защитил диссертацию. После прихода нацистов к власти в Германии решил эмигрировать — хотя родословная Цорна была вполне «арийской», но он участвовал в социал-демократической деятельности.
В 1934 году Цорн прибыл в США, где первые 2 года работал в Йельском университете, затем перешёл в Калифорнийский университет в Лос-Анджелесе, где оставался до 1946 года. После этого и вплоть до отставки (1971) Цорн работал профессором Индианского университета в Блумингтоне.
Жена: Алиса Шлоттау (Alice Schlottau), у них родились сын и дочь.